# Liste der Untersuchungsausschüsse des Niedersächsischen Landtags
Die Liste der Parlamentarischen Untersuchungsausschüsse des Niedersächsischen Landtags (PUA) erfasst die Untersuchungsausschüsse, die der Niedersächsische Landtag seit 1947 eingesetzt hat.

## 1. Wahlperiode (1947–1951)
- Überprüfung der Verhältnisse im Milch-, Fett- und Eierwirtschaftsverband, Einsetzung am 7. November 1947[1]
- Überprüfung der Kündigung und Neuverpachtung von Domänen im Verwaltungsbezirk Braunschweig, Einsetzung am 4. April 1950[2]
- Überprüfung des Übertritts von Abgeordneten des Niedersächsischen Landtages zur SRP, Einsetzung am 10. März 1951[3]

## 2. Wahlperiode (1951–1955)
- Überprüfung von Vorwürfen gegen die Personalpolitik des Landes Niedersachsen, Einsetzung am 24. März 1953[4]
- Überprüfung der Niedersächsischen Treuhand-Verwaltungs GmbH, Einsetzung am 15. November 1954[5]

## 3. Wahlperiode (1955–1959)
- Überprüfung der Vorgänge, die zur Berufung des Abgeordneten Schlüter zum Niedersächsischen Kultusminister führten, Einsetzung am 11. Juni 1955[6]

## 4. Wahlperiode (1959–1963)
Es wurde kein Untersuchungsausschuss eingesetzt. 

## 5. Wahlperiode (1963–1967)
Es wurde kein Untersuchungsausschuss eingesetzt. 

## 6. Wahlperiode (1967–1970)
Es wurde kein Untersuchungsausschuss eingesetzt. 

## 7. Wahlperiode (1970–1974)
- Verfassungspolitische und verfassungsrechtliche Beurteilung des Vorschaltgesetzes vom 26. Oktober 1971, Einsetzung am 27. Januar 1972[7]

## 8. Wahlperiode (1974–1978)
- Unterrichtsversorgung an öffentlichen Schulen Niedersachsens, Einsetzung am 26. November 1975, hat sich nicht konstituiert

## 9. Wahlperiode (1978–1982)
Es wurde kein Untersuchungsausschuss eingesetzt. 

## 10. Wahlperiode (1982–1986)
- Sonderabfallbeseitigung, Einsetzung am 8. Juni 1983[8]
- Zusammenarbeit niedersächsischer Behörden mit dem für Versicherungen tätigen V-Mann Werner Mauss alias „Dr. Lange“ alias „Claude“ etc., Einsetzung am 14. Mai 1984[9]

## 11. Wahlperiode (1986–1990)
- Insbesondere Untersuchung der Planung, Vorbereitung und Ausführung des Sprengstoffanschlages auf die Justizvollzugsanstalt Celle in 1978, Einsetzung am 12. November 1986[10]
- Ermittlungen im Zusammenhang mit der Erteilung, der Verlängerung und dem Entzug der Konzession für die Spielbank Hannover/Bad Pyrmont GmbH & CO KG sowie den Übernahmeversuchen von Anteilen an der Spielbank Hannover/Bad Pyrmont durch die Westdeutsche Lotteriegesellschaft, Einsetzung am 21. Januar 1988[11]

## 12. Wahlperiode (1990–1994)
- Sicherheitskonzept für die Justizvollzugsanstalt Celle I, Einsetzung am 11. Dezember 1991[12]
- Kriegswaffenlieferung (U-Boote) an Taiwan, Einsetzung am 19. Februar 1993[13]

## 13. Wahlperiode (1994–1998)
- Eventuelle Interessenkollision Umweltministerin Griefahn ./. Ehemann Prof. Dr. Braungart, Einsetzung am 17. Mai 1995[14]
- Polizeieinsatz anlässlich der sogenannten Chaostage 1995, Einsetzung am 14. September 1995[15]

## 14. Wahlperiode (1998–2003)
- Besetzung und Plünderung des Informationszentrums der Brennelementelager-Gesellschaft Gorleben, Einsetzung am 1. Juli 1998[16]
- Eventuelle Amtspflichtverletzungen des ehemaligen Ministerpräsidenten Glogowski, Einsetzung am 26. Januar 2000[17]

## 15. Wahlperiode (2003–2008)
- Transrapidunfall am 22. September 2006, Einsetzung am 8. Dezember 2006[18]
- JadeWeserPort (Tiefwasserhafen für Containerschiffe in Wilhelmshaven), Einsetzung am 17. Oktober 2007[19]

## 16. Wahlperiode (2008–2013)
- Vorgänge in der Schachtanlage Asse II, Einsetzung am 16. Juni 2009[20]

## 17. Wahlperiode (2013–2017)
- Vorgänge in der Dienstzeit des Staatssekretärs a. D. Udo Paschedag, Einsetzung am 26. September 2013[21]
- Tätigkeit der Sicherheitsbehörden gegen die islamistische Bedrohung in Niedersachsen, Einsetzung am 4. Mai 2016[22]
- Rechtsverstöße bei der Vergabe öffentlicher Aufträge in der Verantwortung der rot-grünen Landesregierung in Niedersachsen, Einsetzung am 15. Juni 2017[23]

## 18. Wahlperiode (2017–2022)
Es wurde kein Untersuchungsausschuss eingesetzt. 

## 19. Wahlperiode (2022–)
- Praxis der AT-Vergütung in der Niedersächsischen Staatskanzlei und den Ministerien, Einsetzung am 17. April 2024[24]